# Просто ужас!
«Просто ужас!» — советский художественный фильм 1982 года, снятый на Одесской киностудии режиссёром А. Полынниковым по мотивам одноимённой пьесы Юрия Сотника, по заказу Государственного комитета СССР по телевидению и радиовещанию. Является второй экранизацией этой пьесы, первая — фильм «Два дня чудес». Леонид Куравлев сыграл в обеих экранизациях.

## Сюжет
Картина рассказывает о забавных приключениях шестиклассника Антона Мурашова и его папы, которые были уверены, что быть другим человеком и заниматься другими делами очень просто. Гораздо проще, чем быть собой. Отец друга Антона изобрёл «Исполнителя желаний» (сокращённо «ИЖ»), и с помощью этой машины Антон и Вадим Петрович поменялись местами — Антон становится ветеринаром, а его отец, врач-ветеринар, — школьником.

## В ролях
- Дима Замулин — Антон Мурашов
- Семён Морозов — Вадим Петрович
- Анна Толстая — Алёнка
- Галина Веневитинова — Маруся
- Алла Будницкая — Варвара Ивановна, классный руководитель, учительница биологии
- Леонид Куравлёв — Руслан Иванович, сосед по дому
- Елизавета Никищихина — Анна Борисовна, учительница английского языка
- Евгения Ханаева — Антонина Георгиевна, бабушка Антона
- Александр Ширвиндт — главврач
- Лидия Ежевская — Луиза Васильевна
- Наталья Крачковская — Раиса Николаевна, медсестра в ветеринарной клинике
- Сергей Голубков — Сережа
- Наталья Селезнёва — девушка с гаечным ключом
- Лилия Гриценко — учительница географии
- Герман Качин — Леонид Николаевич
- Владимир Юматов — друг Мурашова-старшего
- Тамара Яренко — учительница[1]
- Александр Гловяк — художник
- Наталья Кустинская — хозяйка кота
- Владимир Наумцев — учитель математики
- Елена Фетисенко — хозяйка попугая
- Георгий Георгиу — сосед Мурашовых
- Алексей Васюшкин — Веня Пухов Винни-Пух
- Евгений Моргунов — хозяин козы
- Валерий Носик — охотник